# روبن واردانیان (بازرگان)
روبن واردانیان (انگلیسی: Ռուբեն Վարդանյան؛ زادهٔ ۲۵ مهٔ ۱۹۶۸) یک کارآفرین، نیکوکار و مدیر اهل ارمنستان است.

## زندگی‌نامه
بین سال‌های ۱۹۸۵ تا ۱۹۹۲ در دانشکده اقتصاد دانشگاه دولتی مسکو تحصیل نمود.
وی یکی از بنیانگذاران «مدرسه مدیریت اسکولکوفو مسکو» (Moscow School of Management SKOLKOVO) است. وی بین سال‌های ۲۰۰۶ تا ۲۰۱۱ اولین مدیر این مدرسه بود. واردانیان بین سال‌های ۱۹۹۲ تا ۲۰۱۲ مدیر عامل اجرایی و سهام‌دار بانکداری سرمایه‌گذاری Sberbank CIB بود.
وی برندهٔ جوایزی همچون نشان مسروپ ماشتوتس شده است.